# Celestial Canticle
Celestial Canticle is een compositie van Alan Hovhaness uit 1977.
Het canticum is geschreven voor Hinako Fujihara, zij was coloratuursopraan en destijds al mevrouw Hovhaness. Er bestaan drie versies van dit werk: opus 305.1 voor sopraan en piano; opus 305.2 voor sopraan en orkest uit 1993; opus 305.3 een nieuwe orkestratie voor de opname. De teksten zijn ontleend aan Psalm 99 en Psalm 91. De muziek klinkt zeer lieflijk en doet een beetje Japans aan, zonder dat te zijn. In de laatste versie is een belangrijke rol weggelegd voor de dwarsfluit.
Celestial Canticle bestaat uit vier delen:
1. Prelude; een breed gespeelde hymne (in de laatste versie voor dwarsfluit, harp en strijkers);
2. The Lord Reigneth;
3. Under the shadow
4. Alleluia.

Het laatste deel is een nieuwe orkestratie van het Psalm en fuga opus 40 van jaren eerder. De eerste uitvoering vond plaats door Fujihara met Hovhaness achter de piano op 25 februari 1978 in Berkeley (Californië) in een het volgende programma:
- Couperin: Stukken voor klavecimbel boek 13
- Hovhaness: Sonate nr. voor klavecimbel opus 306 (eerste uitvoering)
- Hovhaness: Celestial Canticle opus 305 (idem)
- pauze
- Hovhaness: Ananda; sonate voor piano opus 303 (idem)
- Hovhaness: Drie arias uit opera Pericles opus 283
- Hovhaness: Sonate voor sopraan en piano Presentiment, opus 304 (idem)
- Toegiften Hovahness: Konuko en Mysterious harp

## Discografie
- Uitgave Pandora Record ofwel Fujihara Records: Fujihara en Hovhaness
- Uitgave Crystal Records: Fujihara met het Northwest Sinfonia o.l.v. Hovhaness in een opname van uit 1995; het staat op een compact disc genaamd Hovhaness treasures